# My Dear Secretary
My Dear Secretary is een Amerikaanse film uit 1949 onder regie van Charles Martin. Kirk Douglas speelt de hoofdrol.

## Verhaal
Stephanie Gaylord (Day) gaat als secretaresse werken voor haar favoriete schrijver Owen Waterbury (Douglas). Als ze erachter komt dat Waterbury een enorme flirter is, wil ze vertrekken. Waterbury stopt haar door haar ten huwelijk te vragen.

## Rolverdeling
| Acteur          | Personage                 |
| --------------- | ------------------------- |
| Laraine Day     | Stephanie 'Steve' Gaylord |
| Kirk Douglas    | Owen Waterbury            |
| Keenan Wynn     | Ronnie Hastings           |
| Helen Walker    | Elsie                     |
| Rudy Vallee     | Charles Harris            |
| Florence Bates  | Horrible Hannah Reeve     |
| Alan Mowbray    | Deveny                    |
| Helene Stanley  | Miss 'Clay' Pidgeon       |
| Irene Ryan      | Mary                      |
| Gale Robbins    | Dawn O'Malley             |
| Grady Sutton    | Sylvan Scott              |
| Virginia Hewitt | Felicia Adams             |